# Litice nad Orlicí
Litice nad Orlicí (německy Littitz an der Adler) jsou malá víska a výletní místo v Žamberecké pahorkatině v okrese Ústí nad Orlicí v Pardubickém kraji. Nachází se v hlubokém údolí Divoké Orlice poblíž vrchu Chlum asi 8 km západně od Žamberka. Víska je částí obce Záchlumí.
V zalesněném kopci nad vsí se nachází zachovalá zřícenina stejnojmenného hradu Litice, založeného ve 13. století při kolonizaci tohoto kraje Drslavici, kteří jej pojmenovali podle svého rodinného hradu u Plzně. Litice leží na železniční trati č. 021 (Hradec Králové) – Týniště nad Orlicí – Letohrad.

## Historie
Historie vsi je svázána se vznikem a historií hradu Litice.

## Současnost
Těžba stavebního kamene – (růžové) žuly a výroba stavebních hmot.

## Pamětihodnosti
- Lovecký zámeček
- Štola Myší díra s vodní elektrárnou
- Zvonička

### Kaplička
Původně stávala v Liticích dřevěná kaple, kterou roku 1830 postavil obyvatel Štefek z čp. 29. Zděná kaplička, známá v dnešní podobě, byla postavena roku 1897, na náklady majitele panství, barona Oskara Parishe a jeho manželky Adély, rozené Wiederspergové. Ve štítě kapličky je proto erb rodiny Parish (tři jednorožci) a rodiny Wiedersperg (vlk). Kaplička byla zasvěcena Kristu a vysvěcena roku 1902.
V roce 1994 byla kaplička rekonstruována na náklady obce Záchlumí a 12. října 2002 znovu vysvěcena Mons. ThLic. Dominikem Dukou OP.

## Fotogalerie

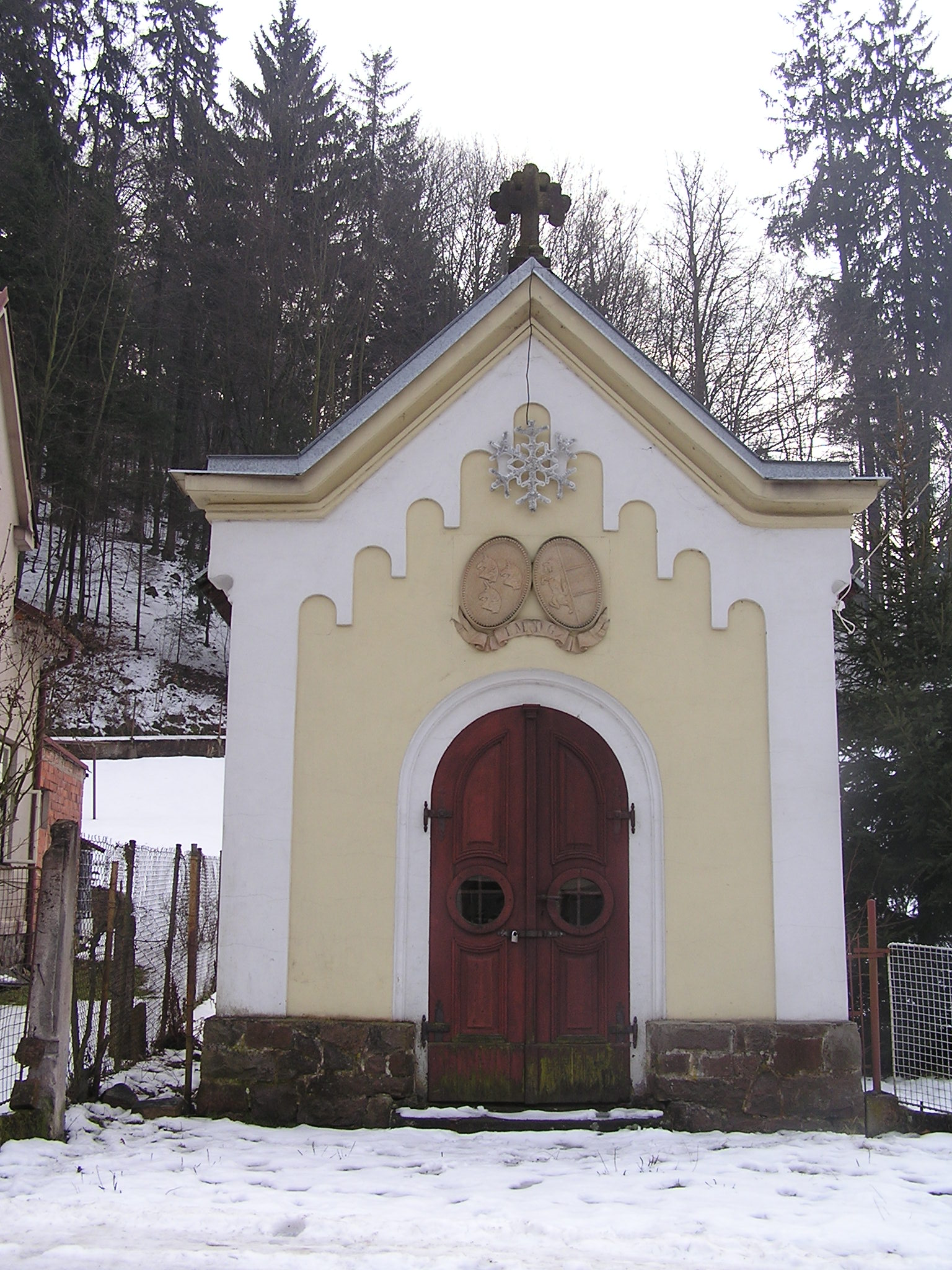
Kaplička v Liticích nad Orlicí
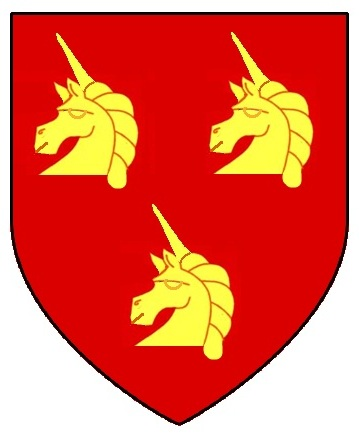
Erb - Parish
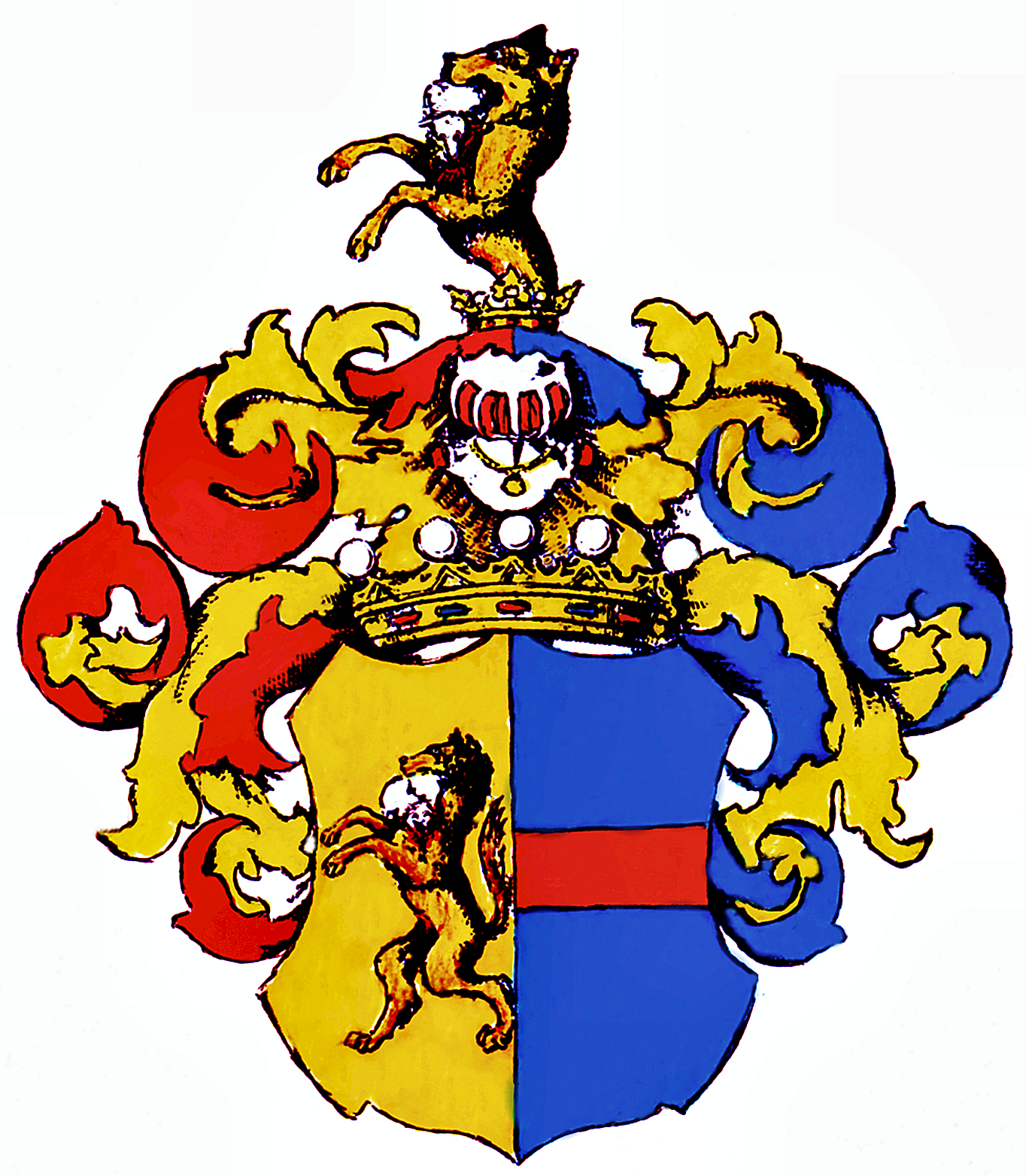
Erb - Wiederspergové
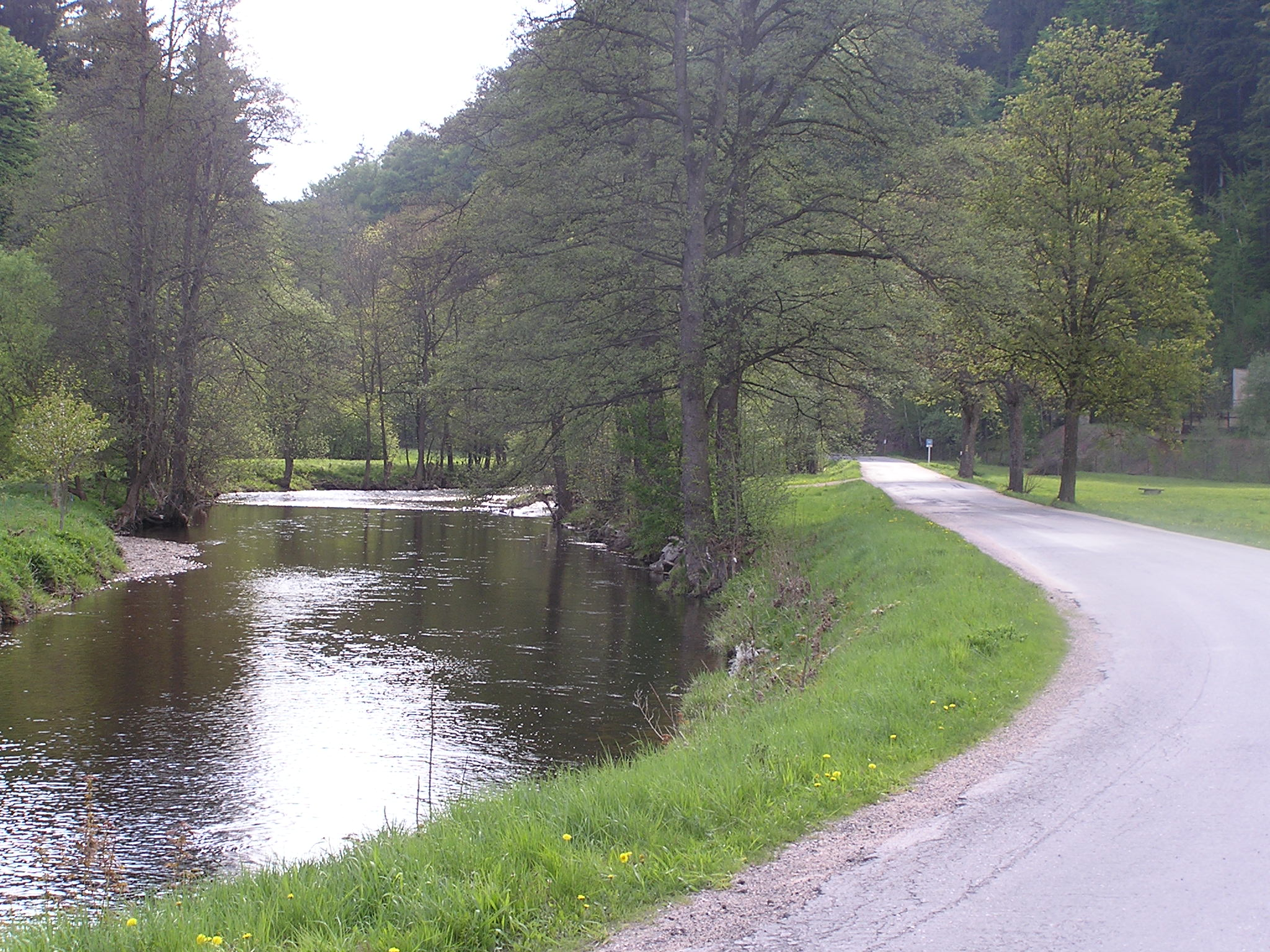
Řeka Divoká Orlice mezi Záchlumím a Liticemi nad Orlicí
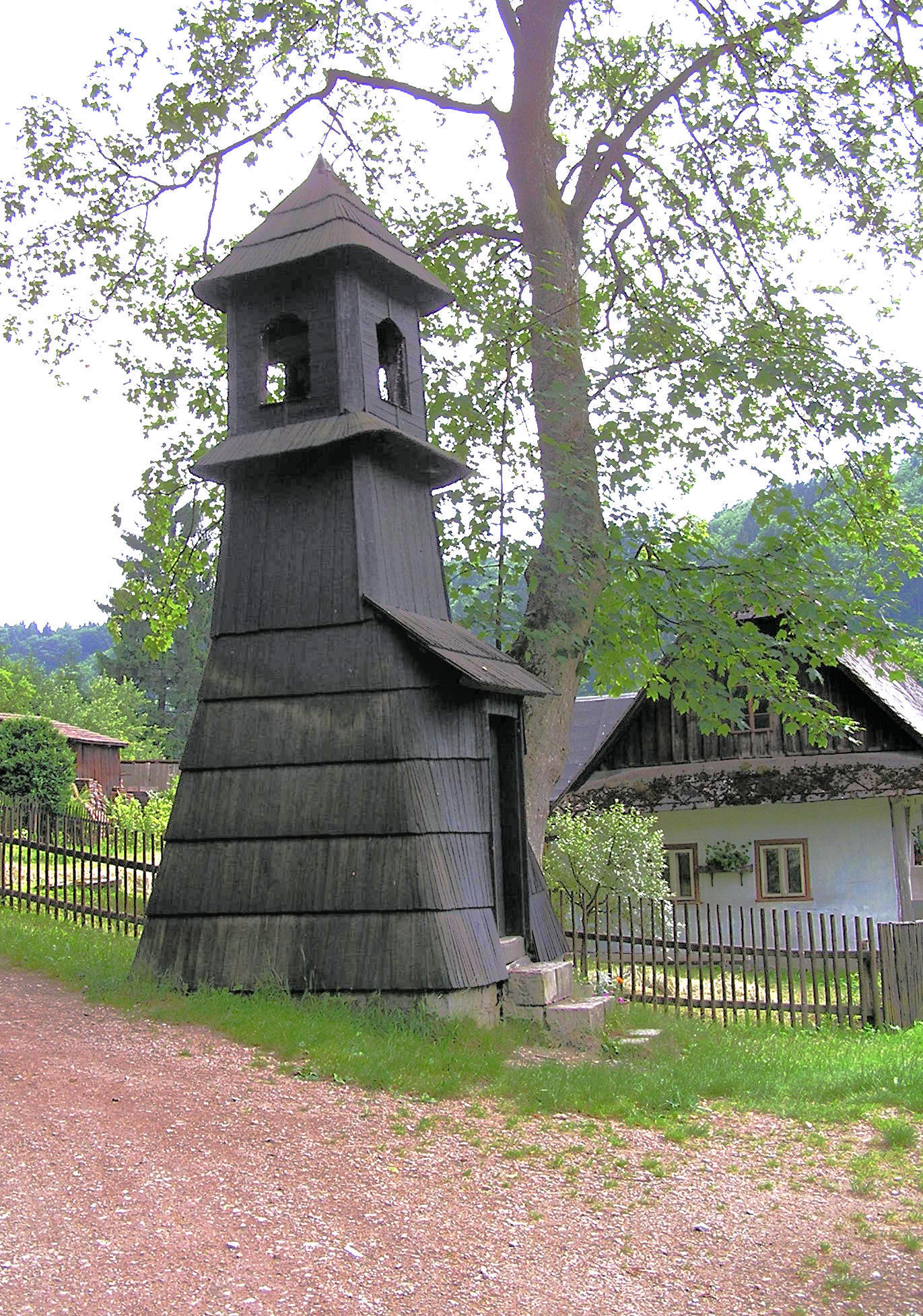
Zvonička v Liticích
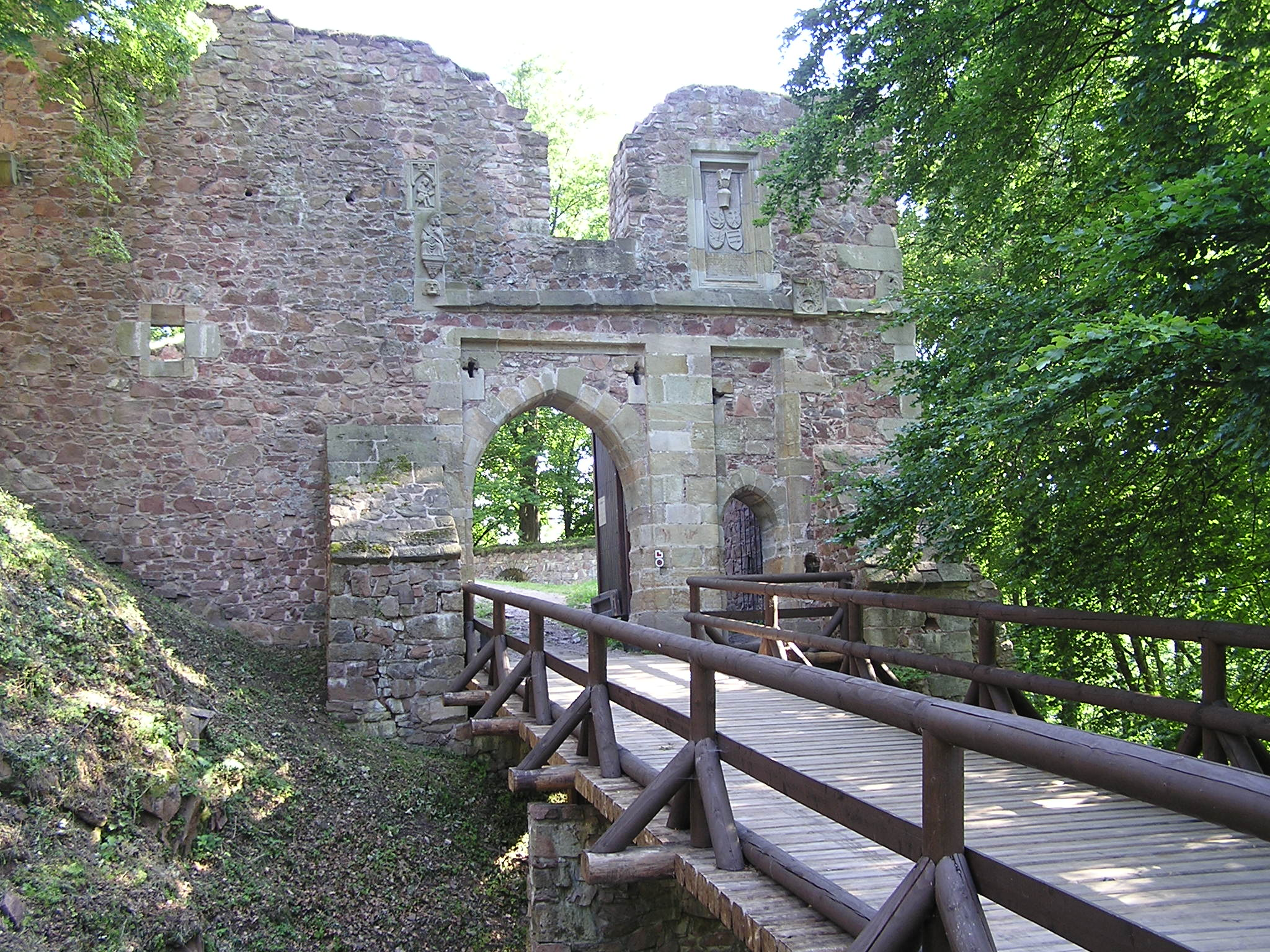
Vstupní brána hradu Litice
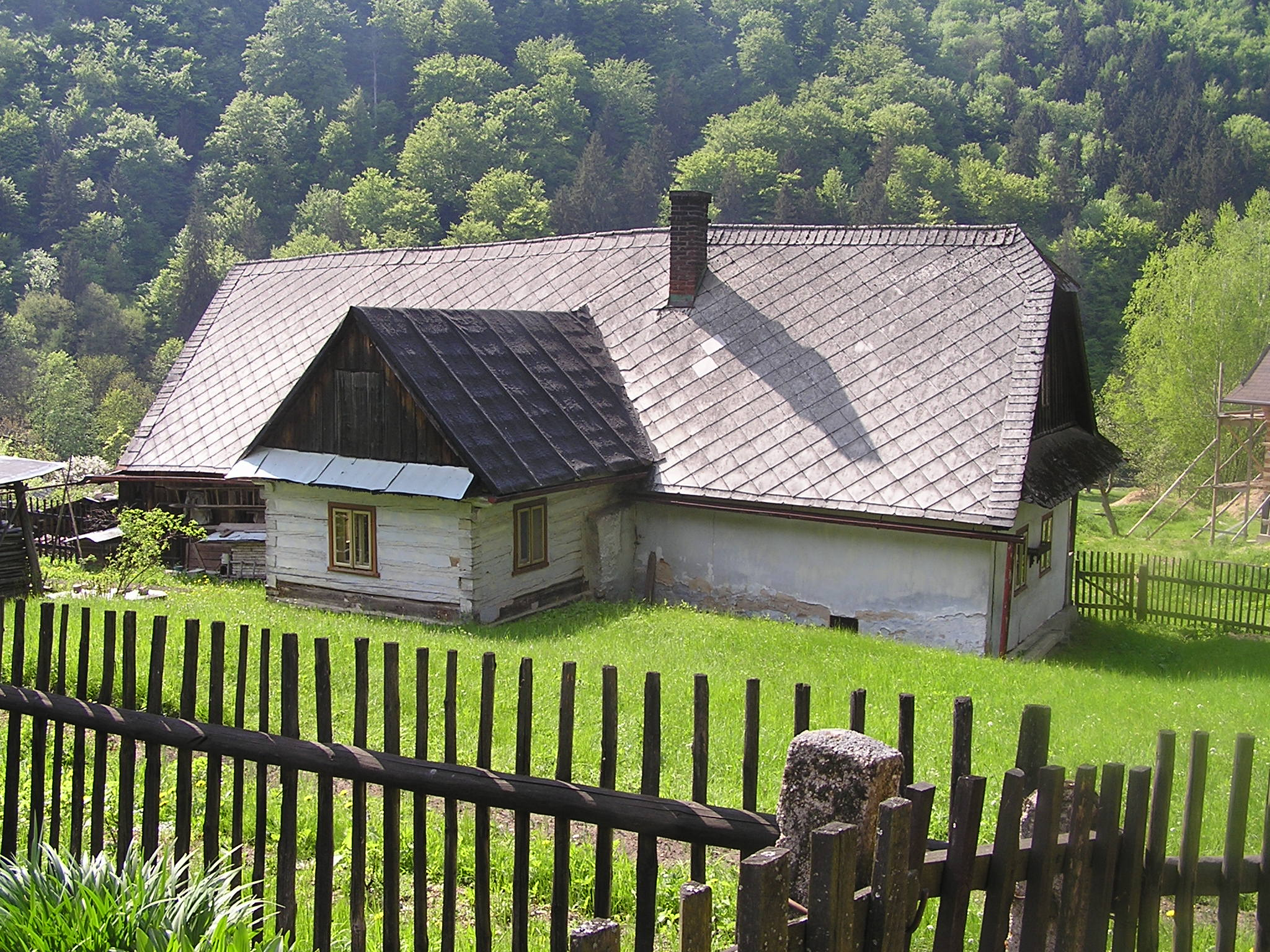
Chaloupka pod hradem
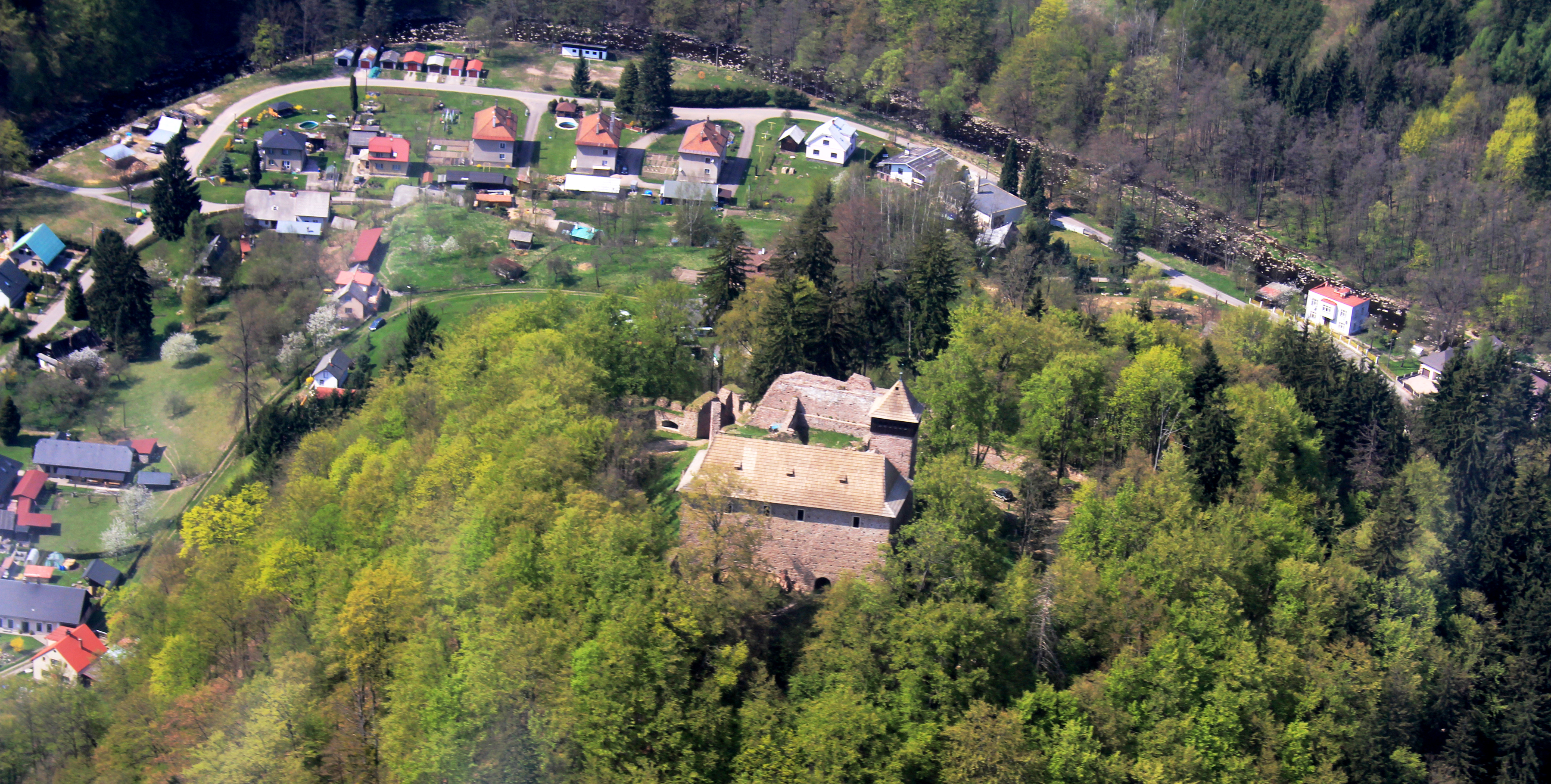
Letecký pohled na hrad
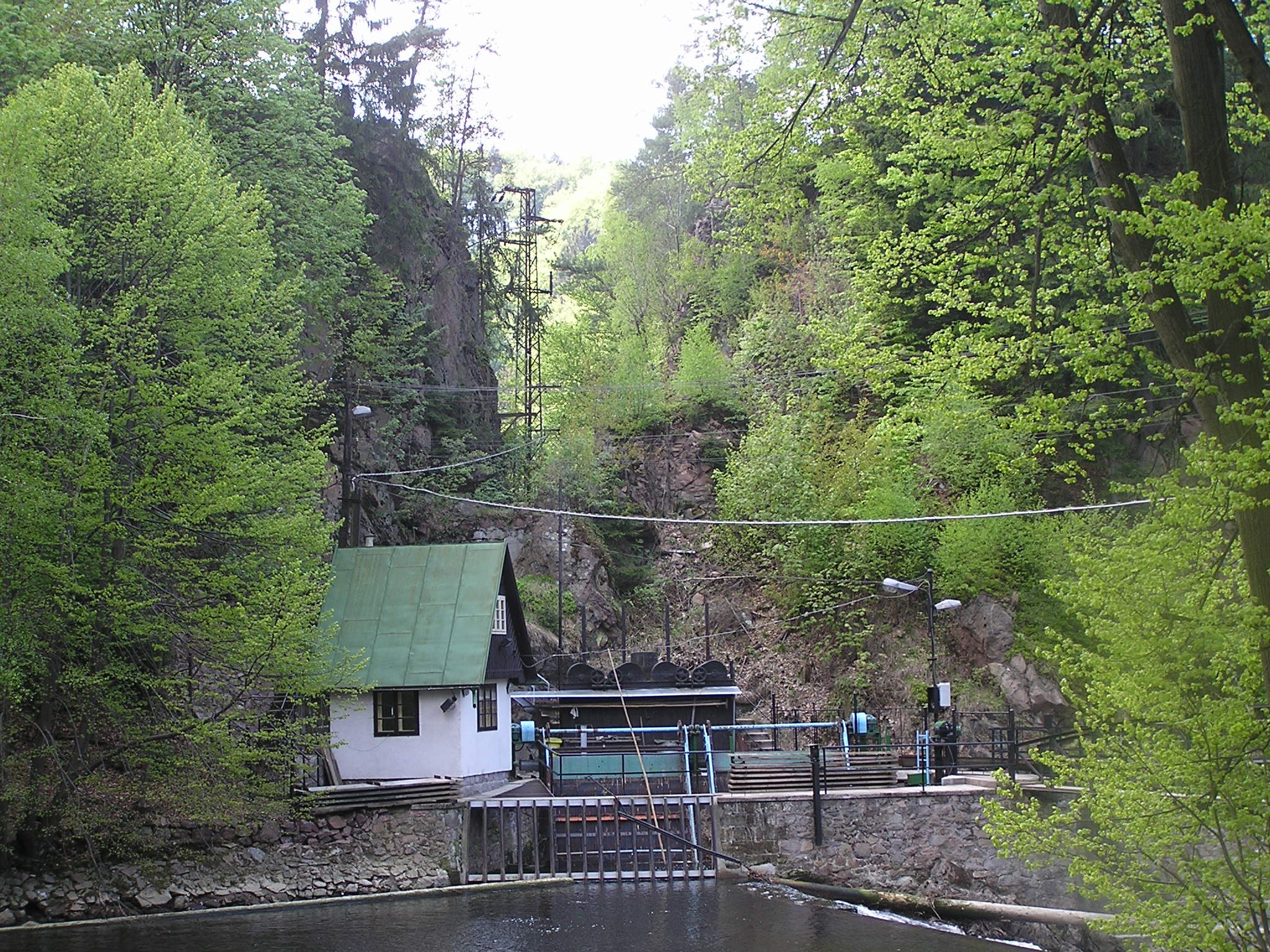
Jez elektrárny v Liticích nad Orlicí u Myší díry